# Atletica leggera ai Giochi della XXIV Olimpiade - Lancio del giavellotto maschile

Video della Finale

Il lancio del giavellotto ha fatto parte del programma maschile di atletica leggera ai Giochi della XXIV Olimpiade. La competizione si è svolta nei giorni 24-25 settembre 1988 allo Stadio olimpico di Seul.

## Presenze ed assenze dei campioni in carica
| Competizione        | Atleta             | Prestazione | Seul 1988    |
| ------------------- | ------------------ | ----------- | ------------ |
| Olimpiadi 1984      | Arto Härkönen      | 86,76 m     | Rit. 1984    |
| Commonwealth 1986   | David Ottley       | 80,62 m     | Presente     |
| Goodwill Games 1986 | Tom Petranoff      | 83,46 m     | Presente     |
| Europei 1986        | Klaus Tafelmeier   | 84,76 m     | Presente     |
| Asiatici 1986       | Kazuhiro Mizoguchi | 76,60 m     | Presente     |
| Panamericani 1987   | Duncan Atwood      | 78,68 m     | 6° ai Trials |
| Mondiali 1987       | Seppo Räty         | 83,54 m     | Presente     |

1. ↑  Sotto la bandiera della Gran Bretagna.

## La gara
In qualificazione il cecoslovacco Jan Železný, primatista mondiale, lancia a 85,90, stabilendo la miglior misura col nuovo attrezzo ed inserendo il suo nome nell'albo del record olimpico. Inoltre, il sovietico Ovtchinnikov migliora il record mondiale juniores con 80,26 metri.

Al primo lancio di finale, Jan Železný fa un nullo; balza in testa Tapio Korjus. Ma al secondo lancio il finlandese si infortuna e deve ricorrere alle cure dell'infermeria. Intanto la gara va avanti; Korjus ritorna quando è appena iniziato il sesto turno. Il connazionale Raty, che conduce con 83,26, si vede sopravanzare da Železný con 84,12. Ma Korjus stupisce tutti e con una splendida spallata fa atterrare l'attrezzo a 84,28 metri. L'oro è definitivamente suo.

## Risultati

### Turno eliminatorio
Qualificazione79,00 m
12 atleti ottengono la misura richiesta (caso raro).

### Finale
| Pos | Paese          | Atleta       | Misura  |
| --- | -------------- | ------------ | ------- |
|     | Finlandia      | Tapio Korjus | 84,28 m |
|     | Cecoslovacchia | Jan Železný  | 84,12 m |
|     | Finlandia      | Seppo Räty   | 83,26 m |

Il campione europeo, Klaus Tafelmeier, giunge quarto con 82,72.